# Hipparchia neapolitana
Hipparchia neapolitana är en fjärilsart som beskrevs av Hermann Stauder 1921. Hipparchia neapolitana ingår i släktet Hipparchia och familjen praktfjärilar. IUCN kategoriserar arten globalt som livskraftig. Inga underarter finns listade i Catalogue of Life.